# 托雷-德爾格雷科
托雷-德爾格雷科（義大利語：Torre del Greco）是位於義大利南部那不勒斯廣域市的一個城市。市名的意思是「希臘塔」。托雷德爾格雷科是一座以珊瑚而聞名的城市。

## 友好城市
- 義大利蒙特萨尔基奥 （2008年）

## 外部連結
- 官方網站
- torreweb.it (Italian)
- Torrese dictionary and grammar (Italian) Archive.today的存檔，存档日期2012-12-05